# The Wake of Magellan
The Wake of Magellan — десятый полноформатный студийный альбом американской группы Savatage, выпущенный в 1998 году.
The Wake of Magellan концептуальный альбом, повествующем историю (один день из жизни) старого испанского моряка, который считал себя потомком великого мореплавателя Фернана Магеллана.
Название альбома является игрой слов на английском языке, так как имеет как минимум два различных значения:
1. Пробуждение Магеллана — главный герой в конце решил продолжать жить дальше, как бы очнувшись от сна;
2. Кильватер Магеллана — след, который оставил главный герой в своей жизни.

## Критика
Рецензент Metal Rules заявил: «Одна вещь, которая меня действительно радует — это тот факт, что Джон Оливия все еще совмещает вокал с фортепиано». Стивен Томас Эрлевайн из AllMusic поставил альбому 3 звезды из 5 и отметил, что «Удивительно изящная музыка Savatage не только вписывается в сюжетную линию рассказа о Гекторе Дель-Фуэго Магеллане, но и имеет потрясающие мелодии, замысловатые аранжировки и великолепные соло, которые сами по себе звучат убедительно». Канадский журналист Мартин Попофф счел The Wake of Magellan «довольно хорошим с точки зрения сюжета», и оценил, что альбом написан в стиле «как ни странно, явно грубого и базового металла».

## Список композиций
| №   | Название                                    | Автор(ы)                                                     | Длительность |
| --- | ------------------------------------------- | ------------------------------------------------------------ | ------------ |
| 1.  | «The Ocean» (Instrumental)                  | Jon Oliva, Paul O'Neill                                      | 1:33         |
| 2.  | «Welcome»                                   | Jon Oliva, Paul O'Neill                                      | 2:11         |
| 3.  | «Turns to Me»                               | Paul O'Neill, Jon Oliva, Al Pitrelli                         | 6:01         |
| 4.  | «Morning Sun»                               | Jon Oliva, Paul O'Neill, Chris Caffery                       | 5:49         |
| 5.  | «Another Way»                               | Paul O'Neill, Jon Oliva, Al Pitrelli                         | 4:35         |
| 6.  | «Blackjack Guillotine»                      | Jon Oliva, Paul O'Neill, Chris Caffery                       | 4:33         |
| 7.  | «Paragons of Innocence»                     | Jon Oliva, Paul O'Neill                                      | 5:33         |
| 8.  | «Complaint in the System (Veronica Guerin)» | Jon Oliva, Paul O'Neill                                      | 2:37         |
| 9.  | «Underture» (Instrumental)                  | Jon Oliva, Paul O'Neill                                      | 3:52         |
| 10. | «The Wake of Magellan»                      | Jon Oliva, Paul O'Neill, Chris Caffery, Johnny Lee Middleton | 6:10         |
| 11. | «Anymore»                                   | Jon Oliva, Paul O'Neill                                      | 5:16         |
| 12. | «The Storm» (Instrumental)                  | Jon Oliva, Paul O'Neill                                      | 3:45         |
| 13. | «The Hourglass»                             | Paul O'Neill, Jon Oliva, Al Pitrelli                         | 8:05         |

| №                   | Название                                                   | Автор(ы)                             | Длительность |
| ------------------- | ---------------------------------------------------------- | ------------------------------------ | ------------ |
| 14.                 | «Somewhere In Time / Alone You Breathe» (Acoustic version) | Criss Oliva, Jon Oliva, Paul O'Neill | 4:38         |
| 15.                 | «Sleep» (Acoustic version)                                 | Criss Oliva, Jon Oliva, Paul O'Neill | 4:16         |
| 16.                 | «Stay» (Acoustic version)                                  | Criss Oliva, Jon Oliva, Paul O'Neill | 2:48         |
| Общая длительность: | Общая длительность:                                        | Общая длительность:                  | 71:42        |

| №                   | Название                      | Автор(ы)                             | Длительность |
| ------------------- | ----------------------------- | ------------------------------------ | ------------ |
| 14.                 | «This is Where You Should Be» | Jon Oliva                            | 4:55         |
| 15.                 | «Desiree» (Acoustic version)  | Criss Oliva, Jon Oliva, Paul O'Neill | 3:53         |
| Общая длительность: | Общая длительность:           | Общая длительность:                  | 68:48        |

| №   | Название                        | Автор(ы)                             | Длительность |
| --- | ------------------------------- | ------------------------------------ | ------------ |
| 14. | «Desirée» (акустическая версия) | Criss Oliva, Jon Oliva, Paul O'Neill | 3:54         |
| 15. | «Stay» (акустическая версия)    | Criss Oliva, Jon Oliva, Paul O'Neill | 2:48         |

## Участники записи

### Savatage
- Захари Стивенс – вокал
- Джон Олива — вокал (на «Another Way» и «Paragons of Innocence»), клавишные
- Крис Каффери — электрогитара, бэк-вокал
- Эл Питрелли – электрогитара, бэк-вокал
- Джонни Ли Миддлтон — бас-гитара, бэк-вокал
- Джефф Плейт — ударные

Слова и стихи написаны Полом О’Нилом и Джоном Олива.

### Производство
- Пол О’Нил — продюсер
- Стив Сиско — помощник инженера
- Бен Арринделл, Джо Джонсон — дополнительная инженерия
- Адам Парнесс, Эд Осбек, Джин Вон Ли, Майк Шелци — дополнительные помощники инженеров
- Дэйв Виттман — сведение
- Кевин Ходж — мастеринг в Master Cutting Room, Нью-Йорк
- Марк Вайс — фотография
- Эдгар Джеринс — обложка